# История на Йонийските острови
Историята на Йонийските острови датира от бронзовата епоха.
Йонийските острови са част от микенската култура, с изключение на Корфу. Керкира по-късно през 8 век пр.н.е. става коринтска колония.
През античността те принадлежат на древногръцката култура, след което са част от Римската империя.
През ранното средновековие остров Корфу е завладян от остготите на Гейзерик и от склавините. През цялото останало средновековие, те са последователно владение на Византия и Венецианската република, като Византия от 1186 г. като цяло губи влиянието си в този регион за сметка на норманите и Венеция.  Османската империя като цяло успява да отвоюва йонийските острови с изключение на Корфу, който заедно с Дубровник остава единствената територия на Балканите която никога не е била под османска власт.
От началото на 19 век, йонийските острови имат обща политическа съдба, поради и което се разглеждат и в общ исторически план.
Първоначално, на днешните т.нар. йонийски острови възниква република на седемте острова, след което по силата на договора от Париж от 5 ноември 1815 г. между Великобритания, Австрия, Прусия и Русия се постига съгласие те да бъдат протекторат на Британската корона. От 26 август 1817 г. имат и статут със своя конституция – в сила от 1 януари 1818 г.
След гръцката независимост на островите се усилва стремежа за присъединяването им към континентална Гърция. Особено силни са тези настроения, изразяващи се в открит бунт срещу британското владичество – през годините 1839-1842.
През революционната 1848 г., на 26 септември от Кефалония избухва открит бунт, който след разпростирането му и на останалите острови прераства във въстание, но е потушен със сила. Местните искат преки избори за местен парламент с признаването на гръцкия език за официален.
Постепенно местната автономия се усилва и след свалянето на крал Ото в Гърция от власт през октомври 1862 г., британската политика се изменя в подкрепа на усилията за асоциациирането на островите към кралство Гърция. На 5 октомври 1863 г. е взето решение за присъединяването на островите към Гърция, след тържествено гласуване в местния парламент заседаващ в Корфу, което е потвърдено от договора от Лондон от 14 ноември 1863 г. (като предходния договор от Париж е денонсиран от страните-покровителки на 5 ноември същата година.) 
На 2 юни 1864 г. островите са предадени на кралство Гърция, а от 31 юли 1864 г. депутатите от йонийските острови стават такива в гръцкия парламент.
По време на ПСВ, разбитата сръбска армия е спасена от флота на Антантата на остров Корфу, където посредством т.нар. декларация от Корфу е предрешено създаването на Югославия.
По време на Втората световна война островите са окупирани от кралство Италия, а след излизането на Италия от Оста - и от Вермахта на 2 октомври 1943 г.